# Фурато (Милано)
Фурато је насеље у Италији у округу Милано, региону Ломбардија.
Према процени из 2011. у насељу је живело 1187 становника. Насеље се налази на надморској висини од 162 м.